# Trattato di Rivoli
Il Trattato di Rivoli fu un accordo stipulato a Rivoli nel 1635 tra Vittorio Amedeo I di Savoia e Luigi XIII di Francia che condusse alla costituzione di una lega triennale, a cui aderirono successivamente anche i duchi di Parma e di Mantova, per la lotta contro gli Spagnoli e la conquista della Lombardia.
«L'alleanza di Rivoli del 1635 realizzò soltanto il programma minimo francese, poiché all'idea della grande lega italiana, sostenuta da uno dei plenipotenziari di Rivoli, de Bellièvre, si sottrassero Venezia, Modena e la Toscana».

## Storia
Il trattato di Cherasco aveva ristabilito la pace tra la Francia e la Savoia, senza però che Richelieu si affrettasse all'adempimento dei patti. Tuttavia la Francia costituiva il pericolo più immediato, e Vittorio Amedeo I doveva necessariamente piegarsi verso di essa, abbandonando la Spagna, soprattutto dopo il fallimento della lega progettata da Urbano VIII e della crociata contro i Turchi. Richelieu faceva balenare il miraggio della conquista della Lombardia, compensato però dalla cessione alla Francia di altre terre attorno Pinerolo e dallo smantellamento della fortezza di Montmélian. Vittorio Amedeo ritenendo "la migliore garanzia dei nuovi patti esser l'adempimento di quelli vecchi", richiedeva Genova prima della Lombardia, l'adempimento degli impegni di Cherasco e l'inizio della guerra con forze sicure di vincere. Il 15 marzo 1635 il signor di Bellièvre partì da Parigi verso Torino presentandosi ai principi italiani e particolarmente al duca di Savoia come tutore del diritto violato dalla Spagna. Ai principi proponeva la divisione degli stati occupati dagli Spagnoli; la Francia rinunciava a qualsiasi bottino, eccetto Pinerolo "come d'una porta d'Italia per correre in loro soccorso". In realtà, mentre i principi si sarebbero battuti sulle rive del Po, l'esercito spagnolo-imperiale avrebbe dovuto sostenere l'impeto delle milizie francesi in Fiandra e sul Reno.
Il trattato, sottoscritto a Rivoli l'11 luglio 1635 dal duca Vittorio Amedeo I e dai plenipotenziarî francesi signor di Bellièvre e conte di Plessis-Praslin, stabiliva la costituzione di una lega triennale tra il re di Francia, il duca di Savoia e gli altri principi che vi avessero voluto aderire. La lega aveva lo scopo di "conquerir l'etat de Milan et essaier de l'oster des mains de ceux qui en abusent pour opprimer leurs voisins". Il re doveva armare 12.000 fanti e 1500 cavalli, oltre ai soldati mandati in Valtellina e quelli che avrebbero somministrato i duchi di Parma e di Mantova. Quest'ultimo si affrettò ad aderire al trattato, promettendo di fornire 3 000 fanti e 300 cavalli. Il duca di Savoia avrebbe contribuito con 6.000 fanti e 1200 cavalli, oltre alle milizie del duca di Modena; le ostilità avrebbero avuto inizio quando gli altri principi avessero apportato altri 7.000 fanti e 700 cavalli; gli acquisti si sarebbero spartiti in proporzione alle forze apportate. Un articolo segreto pattuiva compensi al duca, qualora non avesse ottenuto i vantaggi su Genova promessi a Cherasco. Il duca era nominato capitano generale degli alleati. Nei combattimenti di Valenza (ottobre 1635), di Tornavento (22 giugno 1636) e di Mombaldone (8 settembre 1637) il duca si batté eroicamente; ma la morte avvenuta il 7 ottobre gli impedì di cogliere il frutto di tanta abilità diplomatica e di tanto coraggio.